# Ivan Martos
Pour les articles homonymes, voir Martos.
Ivan Petrovitch Martos (Ива́н Петро́вич Ма́ртос) (1754— 5 (17) avril 1835) est un sculpteur ukrainien et russe.

## Biographie
Ivan Martos naît en 1754 à Itchnia, petite ville du gouvernement de Poltava (aujourd'hui en Ukraine), dans une famille de petite noblesse ukrainienne. Il reçoit une bourse pour étudier à l'école de l'Académie impériale, alors qu'elle vient d'ouvrir en 1761 et que les cours démarrent en 1764. Il en sort en 1773 avec une petite médaille d'or. Il est envoyé ensuite pour un voyage d'étude en Italie, en qualité de pensionnaire de l'Académie impériale. Il travaille avec passion à Rome, dessinant d'après nature les œuvres des grands maîtres du passé et à l'atelier de Pompeo Batoni. Mengs lui fait travailler les antiques. Il retourne à Saint-Pétersbourg en 1779, où il est aussitôt nommé enseignant de sculpture à l'Académie impériale. En 1794, il devient professeur, en 1814, recteur, et enfin, en 1831, recteur honoraire du département des sculptures.
Les empereurs Paul Ier, Alexandre Ier et Nicolas Ier lui passent constamment des commandes de statues monumentales. L'aristocratie lui commande des statues, ainsi que des monuments funéraires.
Ses œuvres les plus célèbres sont le monument dédié à Minine et Pojarski sur la place Rouge de Moscou, la statue du duc de Richelieu à Odessa et la statue d'Alexandre Ier à Taganrog.
Il meurt le 17 avril 1835 à Saint-Pétersbourg, où il est inhumé au cimetière Saint-Lazare.

## Quelques œuvres

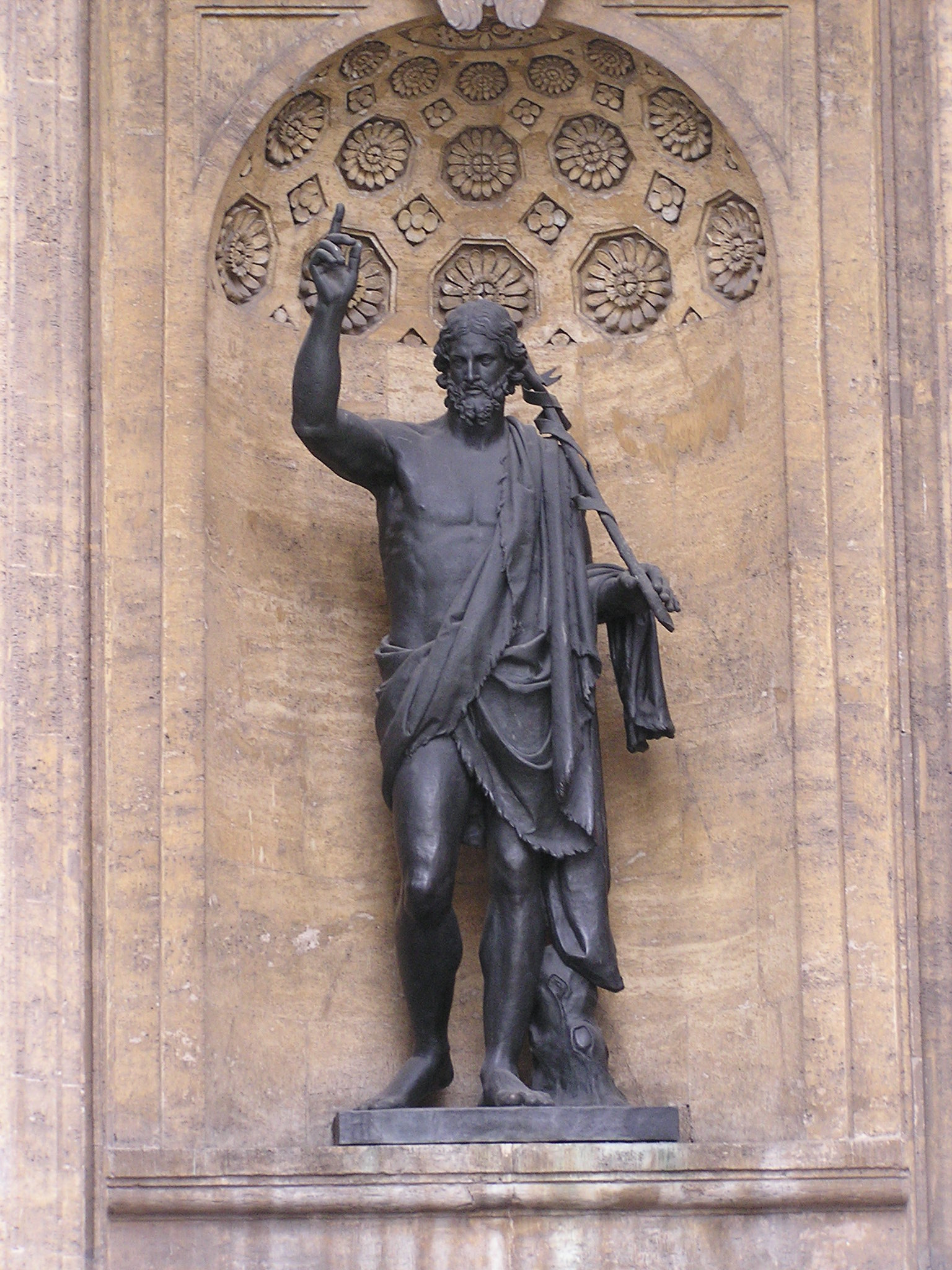
Statue de saint Jean-Baptiste à la Cathédrale Notre-Dame-de-Kazan de Saint-Pétersbourg
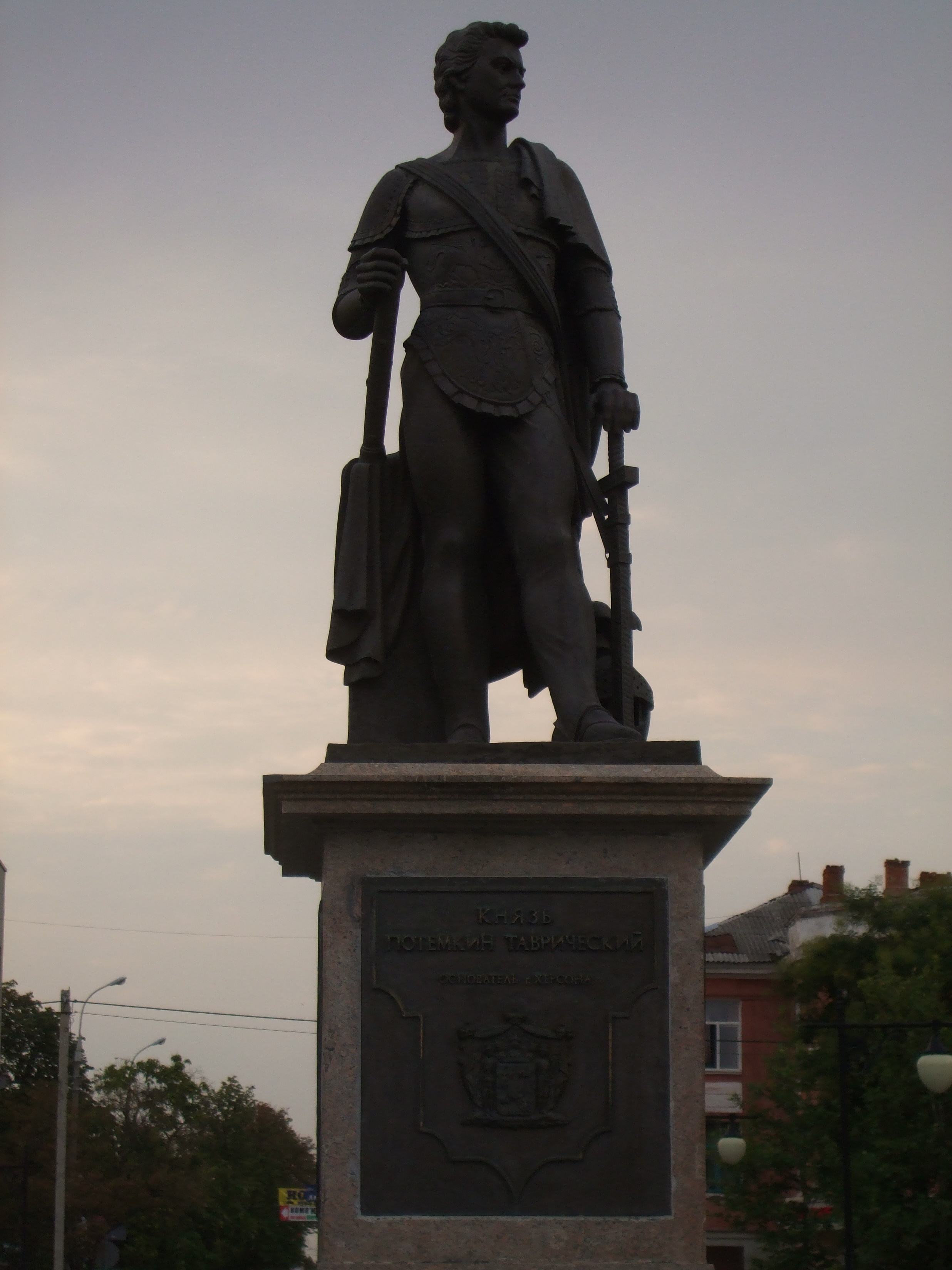
Statue de Potemkine à Chersonèse de Tauride
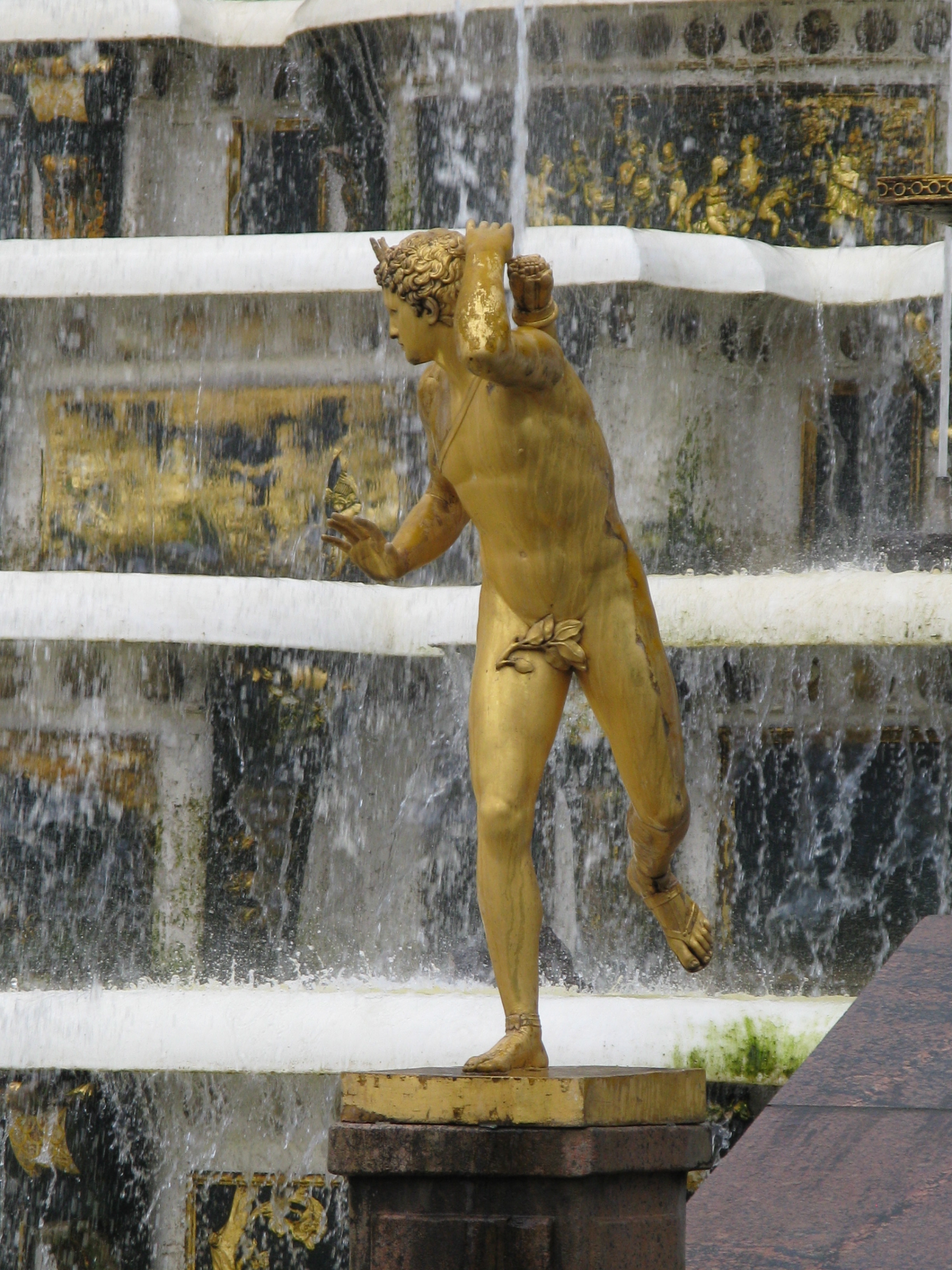
Statue d'Actéon de la grande cascade du palais de Peterhof
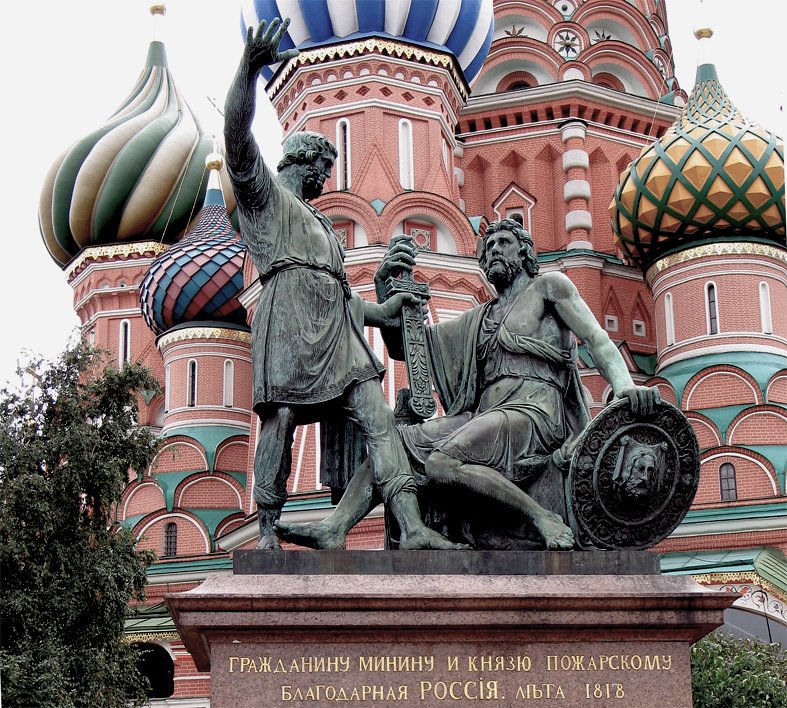
Monument dédié à Minine et Pojarski devant la cathédrale Saint-Basile, place Rouge, à Moscou (1818)
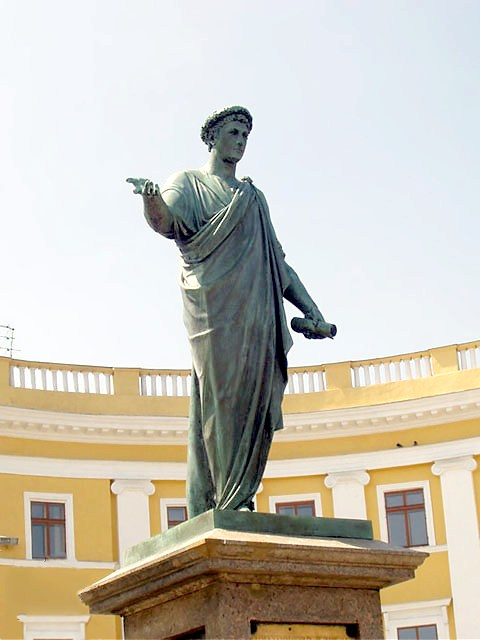
Statue du duc de Richelieu, gouverneur d'Odessa et de Nouvelle Russie, à Odessa (1828)
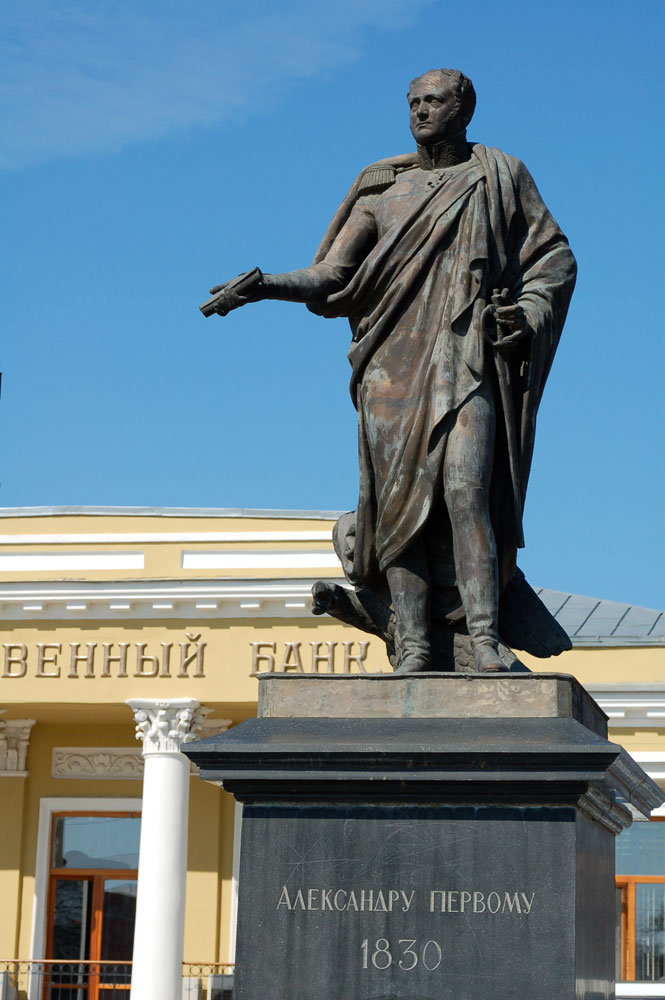
Statue d'Alexandre Ier à Taganrog (1831)